# Giuseppe De Cristoforis
Giuseppe Antonio Ambrogio De Cristoforis, latinizzato in Josephus de Cristofori, (Milano, 11 ottobre 1803 – Milano, 27 dicembre 1837) è stato un naturalista italiano.
Patrizio milanese, nacque dal nobile Luigi e dalla nobile Maria Francesca Prata.
Il suo nome venne registrato nell'album dei benemeriti della città di Milano per avere lasciato in dono una grande collezione di oggetti di storia naturale, riunita insieme all'amico Giorgio Jan (1791-1866). La collezione fu l'origine del Museo Civico di Storia Naturale di Milano e fu donata alla città nel 1832 a condizione che la municipalità creasse un museo di storia naturale curato dallo Jan. Di quella collezione i due diedero alle stampe una descrizione dal titolo: Giuseppe De Cristoforis e Jan Giorgio, Cataloghi sistematici e descrittivi degli oggetti di storia naturale esistenti nel loro museo. Milano, 1832.
Morì a Milano nel 1837 e venne seppellito al cimitero di Porta Tosa fuori da Porta Vittoria, non più esistente.